# Miss Rhythm
| Recensione | Giudizio |
| ---------- | -------- |
| AllMusic   |          |

Miss Rhythm è il terzo album della cantante jazz statunitense Ruth Brown, pubblicato dalla casa discografica Atlantic Records nell'ottobre del 1959.

## Tracce

### LP
Lato A
1. This Little Girl's Gone Rockin' – 1:42 (Bobby Darin, Mann Curtis) – Registrato il 30 luglio 1958
2. Just Too Much – 2:27 (Carmen Taylor, Gerald Wexler) – Registrato il 5 dicembre 1957
3. I Hope We Meet (On the Road Some Day) – 2:40 (Rudolph Toombs) – Registrato il 15 aprile 1957
4. Why Me – 2:23 (Brook Benton, Belford Hendricks, Ronald Mack) – Registrato il 30 luglio 1958
5. Somebody Touched Me – 2:25 (Ahmet Ertegün) – Registrato il 7 maggio 1954
6. When I Get You Baby – 2:06 (Jimmy Lewis, Ruth Brown) – Registrato il 25 settembre 1956

Lato B
1. Jack O' Diamonds – 2:30 (Jerry Leiber, Mike Stoller) – Registrato il 7 marzo 1959
2. I Can't Hear a Word You Say – 2:28 (Jerry Leiber, Mike Stoller) – Registrato il 7 marzo 1959
3. One More Time – 2:26 (Charles Singleton, Rose Marie McCoy) – Registrato il 25 settembre 1956
4. Book of Lies – 2:31 (Danny Small, Connie Moore) – Registrato il 5 dicembre 1957
5. I Can See Everybody's Baby – 3:00 (Leroy Kirkland, Mamie Thomas) – Registrato il 1º marzo 1955
6. Show Me – 2:38 (Lou Stallman, Joe Shapiro) – Registrato il 15 aprile 1957

## Musicisti
This Little Girl's Gone Rockin'  / Why Me
- Ruth Brown – voce
- Steve Lipkins – tromba
- Joe Wilder – tromba
- King Curtis – sassofono tenore
- Mike Stoller – pianoforte
- Mickey Baker – chitarra
- Charles Macey – chitarra
- Lloyd Trotman – contrabbasso
- Joe Marshall – batteria
- Sconosciuti (gruppo vocale) – cori

Just Too Much / Book of Lies
- Ruth Brown – voce
- Jerome Richardson – sassofono alto
- Dick Hyman – pianoforte
- Al Caiola – chitarra
- Alen Hanlon – chitarra
- Mundell Lowe – chitarra
- Lloyd Trotman – contrabbasso
- Bill Marine – cori
- Robert Miller – cori
- Ralph Nyland – cori
- Maeretha Stewart – cori

I Hope We Meet (On the Road Some Day) / Show Me
- Ruth Brown – voce
- Jimmy Mitchell – sassofono alto
- Lee Anderson – pianoforte
- Al Caiola – chitarra
- Alen Hanlon – chitarra
- Percy Heath – contrabbasso
- Connie Kay – batteria
- Jerry Duane – cori
- Bob Harter – cori
- Artie Malvin – cori
- Robert Miller – cori

Somebody Touched Me
- Ruth Brown – voce
- Ed "Tiger" Lewis – tromba
- Richard Harris – trombone
- Arnett Cobb – sassofono tenore
- Sylvester Thomas – sassofono baritone
- Blu Pleasant – pianoforte
- Mickey Baker – chitarra
- Benny Moten – contrabbasso
- Noruddin Zafer – batteria
- "The Rhythmakers" (gruppo vocale) – cori

When I Get You Baby / One More Time
- Ruth Brown – voce
- Sconosciuti (2) – tromba
- Sconosciuto – sassofono tenore
- Sconosciuto – sassofono baritono
- Sconosciuto – pianoforte
- Sconosciuto – chitarra
- Sconosciuto – contrabbasso
- Sconosciuto – batteria
- Sconosciuti (gruppo vocale) – cori

Jack O' Diamonds / I Can't Hear a Word You Say
- Ruth Brown – voce
- Jimmy Cleveland – trombone
- King Curtis – sassofono tenore
- Budd Johnson – sassofono tenore
- Mike Stoller – pianoforte
- Al Caiola – chitarra
- Abie Baker – contrabbasso
- Joe Marshall – batteria

I Can See Everybody's Baby
- Ruth Brown – voce
- Sconosciuto – tromba
- Sconosciuto – trombone
- Sam "The Man" Taylor – sassofono tenore
- Sconosciuto – sassofono baritono
- Sconosciuto – pianoforte
- Sconosciuto – chitarra
- Sconosciuto – contrabbasso
- Sconosciuto – batteria
- "The Rhythmakers" (gruppo vocale) – cori[3]

Note aggiuntive
- Bill Fotiades – foto copertina album originale
- Marvin Israel – design copertina album originale
- Irv Lichtman – note retrocopertina album originale[4]

## Classifica
Singoli
| Anno | Titolo del brano                | Classifica            | Posizione raggiunta |
| ---- | ------------------------------- | --------------------- | ------------------- |
| 1958 | This Little Girl's Gone Rockin' | Billboard Hot 100     | 24                  |
| 1959 | Jack O' Diamonds                | Billboard Hot 100     | 96                  |
| 1958 | Why Me                          | Hot R&B/Hip-Hop Songs | 17                  |
| 1958 | This Little Girl's Gone Rockin' | Hot R&B/Hip-Hop Songs | 23                  |
| 1959 | Jack O' Diamonds                | Hot R&B/Hip-Hop Songs | 23                  |